# Nesalce
Nesalce (izvirno srbsko Несалце) je naselje v Srbiji, ki upravno spada pod Občino Bujanovac; slednja pa je del Pčinjskega upravnega okraja.

## Demografija
V naselju živi 737 polnoletnih prebivalcev, pri čemer je njihova povprečna starost 29,4 let (28,3 pri moških in 30,4 pri ženskah). Naselje ima 207 gospodinjstev, pri čemer je povprečno število članov na gospodinjstvo 5,81.
Naselje je večinsko naseljeno z Albanci (po popisu prebivalstva leta 2002), a v času zadnjih treh popisov je opazno zmanjšanje števila prebivalcev.
|  |

| Demografija | Demografija     | Demografija     |
| Leto        | Št. prebivalcev | Št. prebivalcev |
| ----------- | --------------- | --------------- |
|             |                 |                 |
|             |                 |                 |
|             |                 |                 |
|             |                 |                 |
| 1948        | 884             |                 |
| 1953        | 981             |                 |
| 1961        | 1081            |                 |
| 1971        | 1182            |                 |
| 1981        | 1294            |                 |
| 1991        | 1224            | 1123            |
| 2002        | 1831            | 1203            |
|             |                 |                 |

| Etnična sestava po popisu iz leta 2002 | Etnična sestava po popisu iz leta 2002 | Etnična sestava po popisu iz leta 2002 | Etnična sestava po popisu iz leta 2002 | Etnična sestava po popisu iz leta 2002 |
| -------------------------------------- | -------------------------------------- | -------------------------------------- | -------------------------------------- | -------------------------------------- |
| Albanci                                | Albanci                                |                                        | 1.194                                  | 99,25%                                 |
| Neznano                                | Neznano                                |                                        | 4                                      | 0,33%                                  |